# Euceraphis borealis
Euceraphis borealis är en insektsart som beskrevs av Frederick Frost Blackman 2002. Euceraphis borealis ingår i släktet Euceraphis och familjen långrörsbladlöss. Inga underarter finns listade i Catalogue of Life.